# District d'al-Tall
Le District d'al-Tall (en arabe : منطقة التل, manṭiqat al-Tall) est l'un des dix districts du Gouvernorat de Rif Dimachq, situé dans le sud de la Syrie ; son centre administratif est la ville d'al-Tall. D'après le Bureau central des statistiques syrien, sa population était de 115 937 habitants en 2004.

## Sous-districts
Le district d'al-Tall est divisé en trois sous-districts (ou nahiés), (population en 2004) :
| Nom      | Surface (km²) | Population | Code     |
| -------- | ------------- | ---------- | -------- |
| al-Tall  | 224,35        | 85 933     | SY030400 |
| Seidnaya | 138,01        | 18 846     | SY030401 |
| Rankous  | 196,70        | 11 158     | SY030402 |

## Localités
| Nom             | Nom en arabe | Population | Sous-district |
| --------------- | ------------ | ---------- | ------------- |
| al-Tall         | التل         | 44 597     | al-Tall       |
| Manin           | منين         | 17 521     | al-Tall       |
| Maaraba         | معربا        | 10 290     | al-Tall       |
| Rankous         | رنكوس        | 7 717      | Rankous       |
| Badda           | بدا          | 6 564      | Saidnaya      |
| Halboun         | حلبون        | 6 521      | al-Tall       |
| Seidnaya        | صيدنايا      | 5 194      | Seidnaya      |
| Talfita         | تلفيتا       | 4 082      | al-Tall       |
| Hafeir al-Fouqa | حفير الفوقا  | 3 441      | Saidnaya      |
| Maarat Saidnaya | معرة صيدنايا | 3 084      | Saidnaya      |
| Hosh Arab       | حوش عرب      | 2 073      | Rankous       |
| al-Dreij        | الدريج       | 1 769      | al-Tall       |
| Maarounah       | معرونة       | 1 153      | al-Tall       |
| al-Fayadiyah    | الفياضية     | 785        | Rankous       |
| Akoubar         | عكوبر        | 563        | Saidnaya      |
| al-Jarniyah     | الجرنية      | 271        | Rankous       |
| al-Mahabah      | المحبة       | 100        | Rankous       |
| Sabnah          | سبنة         | 94         | Rankous       |
| Ayn Dara        | عين دره      | 63         | Rankous       |
| al-Nour         | النور        | 55         | Rankous       |